# Посольство Зимбабве в России
Посольство Республики Зимбабве в Российской Федерации (англ. Embassy of Zimbabwe in Russia) расположено в Москве на Якиманке на Мытной улице. 

## Дипломатические отношения
Дипломатические отношения между СССР и Республикой Зимбабве были установлены 18 февраля 1981 года. Посольство Зимбабве в Москве открылось в 1985 году. Правительство Зимбабве признало Российскую Федерацию в качестве государства-продолжателя СССР.

## Послы Зимбабве в России

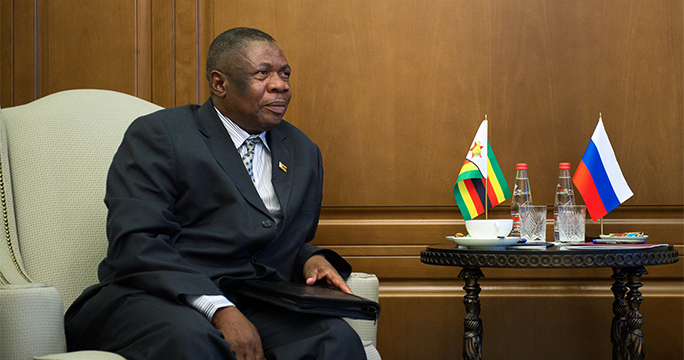
Посол Майк Николас Санго на рабочей встрече с главой Минпромторга Дениса Мантурова. В ходе встречи состоялся обмен мнениями по реализации российско-зимбабвийских проектов в области промышленности (27 июля 2015)

- Освальд Тоиндепи Нданга (1985—1995)
- Джеванг Бен Масеко (1995—2001)
- Агриппа Мутамбара (2001—2005)
- Фелекезела Мфоко (2005—2010)
- Бонифес Гува Бритто Чидьяусику (2011—2015)
- Майк Николас Санго (2015—2022)
- Амброуз Мутинири (2023—2024)
- Марк Грей Маронгве (с 2024)

## Здание посольства
Ранее посольство находилось в Серповом переулке, д. 6. Сейчас расположено на Мытной улице.

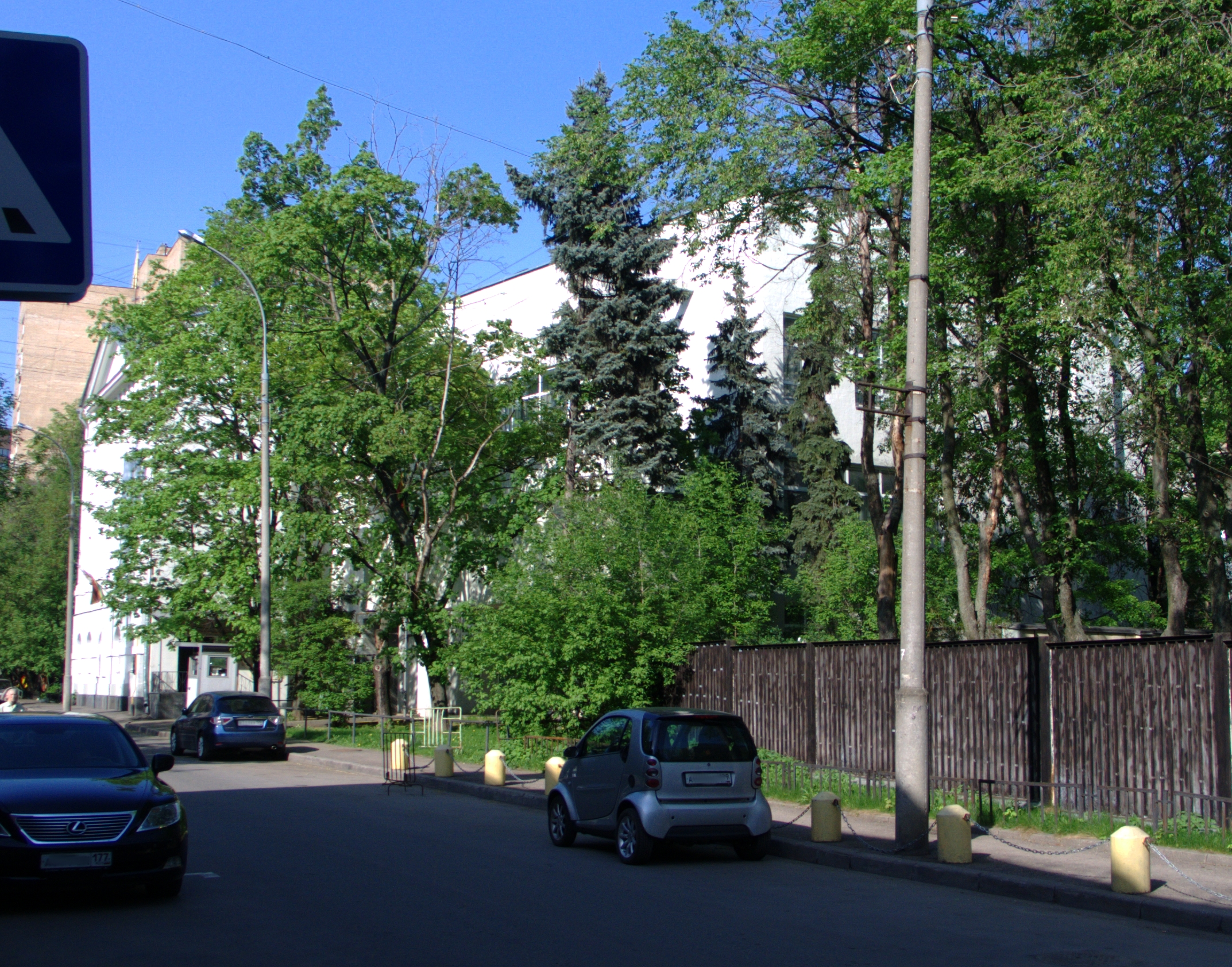
Бывшее здание посольства Зимбабве в Серповом переулке (№ 6).
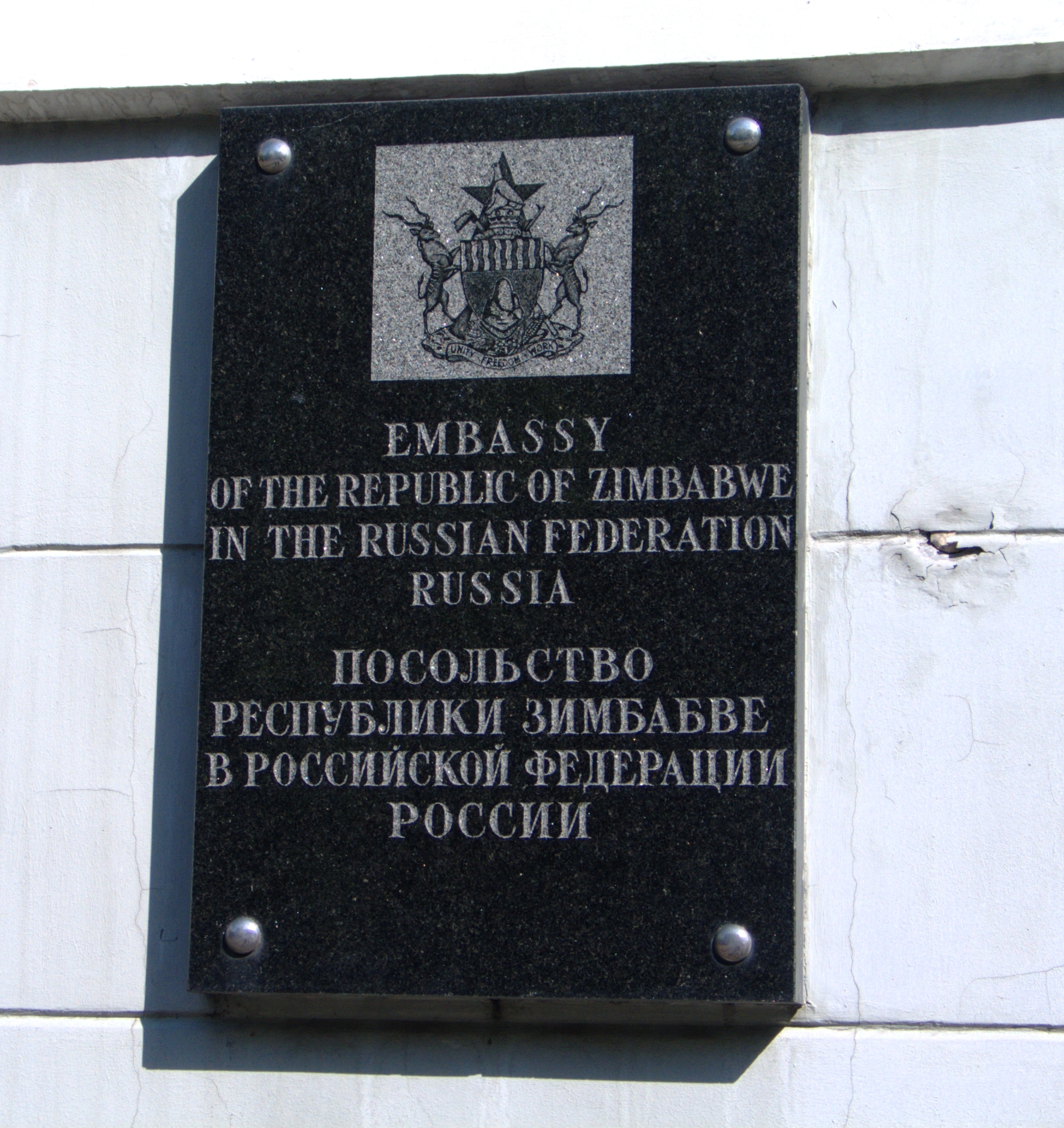
Герб Зимбабве на бывшем здании.